# Colonia Portales
La Portales, Portales, o formalmente colonia Portales es un conjunto de tres colonias residencial-comerciales: Portales Sur, Portales Norte y Portales Oriente, ubicadas al sureste de la alcaldía Benito Juárez, en el sur de la Ciudad de México.  
Portales se caracteriza por su antigüedad histórica, la familiaridad presente en sus comercios, el talento artístico local, su alta calidad de vida, su gran conectividad, la amplia distribución de escuelas privadas y públicas de nivel básico, entre otros.
Forma parte de las 4 grandes colonias de la Alcaldía Benito Juárez, junto con Del Valle, Narvarte y Nápoles.
En la actualidad la colonia se encuentra en un proceso inicial de gentrificación, siendo la colonia más vulnerable a la gentrificación de las 56 colonias de la alcaldía Benito Juárez, proceso que ya ha acontecido en La Condesa, Roma, Escandón , Juárez, y Coyoacán. La razón: El gran tamaño de terrenos de la colonia Portales y su posición privilegiada en la CDMX, así como las vialidades primarias como Eje Central y radiales como Calzada de Tlalpan o vías de acceso controlado como Circuito Interior Av. Río Churubusco, hacen de esta una de las colonias más conectadas de toda la Ciudad de México. Se espera que Portales se convierta en una colonia altamente demandada y con elevados precios en los próximos años causando el desplazamiento de habitantes típico de la gentrificación, al igual que sucedió con sus símiles en las alcaldías vecinas de Miguel Hidalgo y Cuauhtémoc.
El centro de la colonia se localiza entre las calles: Rumania, Bélgica, Avenida Repúblicas, y Eje 7A Sur Emiliano Zapata, donde se encuentra la escuela primaria Lic. Eduardo Novoa, en Portales Sur. 

## Ubicación y transporte
Vecina de la Colonia Del Carmen, San Diego Churubusco, Letrán Valle, General Anaya, Santa Cruz Atoyac, San Simón Ticumác, Ermita, Banjidal, Albert, Sinatel, y Country Club.
La colonia se encuentra a 5 minutos de la Alberca Olímpica, 5 minutos del Museo Nacional de las Intervenciones, 10 minutos del Museo Frida Kahlo, 10 minutos del Museo Casa de León Trotsky, 15 minutos, de la Cineteca Centro Nacional de las Artes (México) y el Parque Masayoshi Ōhira, y 20 minutos del Centro de Coyoacán, de la Cineteca Nacional. 

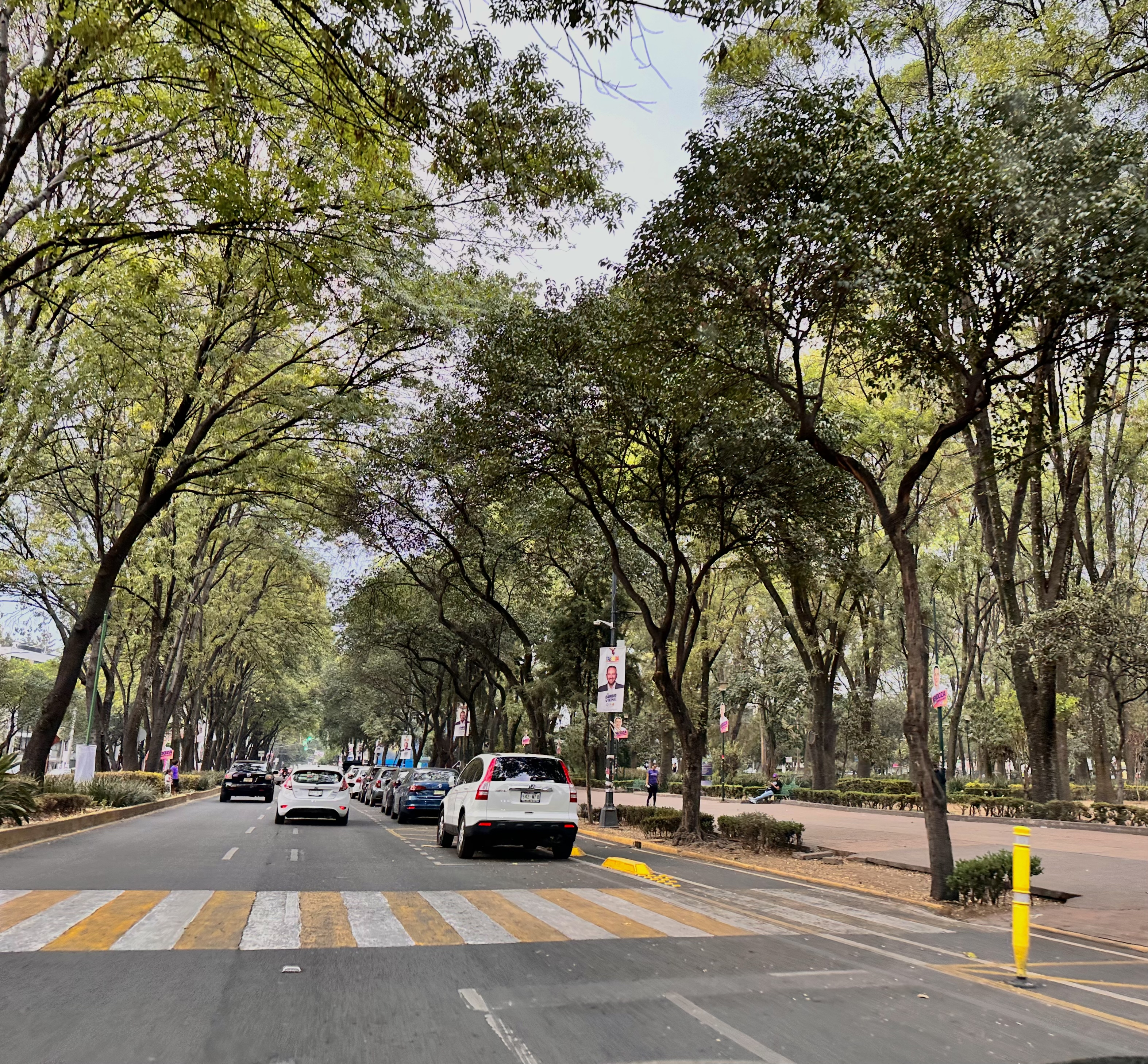
Tramo de Av. División del Norte en Portales Norte, a un costado el Parque "Francisco Villa" (Parque de los Venados)

### Límites
Portales ubica una zona de forma trapezoide, y limita de la siguiente forma:
- Al norte: Calle Miguel Laurent, calzada Santa Cruz, con la colonia Letrán Valle y la colonia originaria San Simón Ticumac.
- Al sur: Circuito Interior Avenida Río Churubusco, con la colonia histórica de la Batalla de Churubusco, San Diego Churubusco, alcaldía Coyoacán.
- Al oeste: Avenida División del Norte, colonia Santa Cruz Atoyac y Residencial Emperadores.
- Al este: Avenida Presidente Plutarco Elías Calles, Calzada de Tlalpan, con las colonias Miravalle, Ermita, y Banjidal.

### Transporte público
Cuenta con una gran conectividad por el paso de 4 ejes viales, 2 vías de acceso controlado, y avenidas primarias múltiples, el transporte público que pasa por la colonia Portales, es el siguiente:

#### Metro(STC)
Línea 2 del Metro de la Ciudad de México (Azul)
- Ermita (estación) (conexión con línea 12)

- Portales (estación del Metro de Ciudad de México)

Línea 12 del Metro de la Ciudad de México (Observatorio - Tláhuac)
- Eje Central (estación)

#### Trolebús(TE)
- Línea 1 (Central del Sur - Central del Norte): 5 paradas  sobre Eje Central Lázaro Cárdenas

- Línea 3 (Mixcoac- San Andrés Tetepilco): 13 paradas  : sobre Eje 7A Sur Emiliano Zapata y Eje 7 Sur Municipio Libre
- Línea 13 (Mixcoac - Constitución de 1917): 5 paradas [1]sobre Eje 8 Sur Av. Popocatépetl

#### RTP(autobuses de pasajeros)
- Circuito Interior

- Eje 8 Sur Popocatépetl (Avenida Patriotismo - Salida a Autopista México - Puebla)

#### ECOBICI(bicicletas públicas deCDMX)
- 17 módulos en la colonia (2024)

## Historia
La denominación Portales hace alusión a la antigua Hacienda de Nuestra Señora de la Soledad de los Portales, la cual conformaba el área que actualmente abarca la colonia. 

### Periodo colonial
El trazo de la colonia proviene de los inicios de la etapa colonial, y unía a los poblados de Churubusco y San Simón Ticumac con el de Mexicaltzingo, por este transitaba mercancía y productos destinados a la venta y consumo en las localidades vecinas y mayormente de la Ciudad de México. Al ser comunicada con dos de las calles más antiguas de América, ahora conocidas como Calzada de Tlalpan que comunicaba el sur con el Centro Histórico de la Ciudad de México y el actual Eje 8 Sur que comunicaba el Paso de Cortés y la Ciudad de México. 

### Periodo virreinal
La antigua Hacienda de Nuestra Señora de la Soledad de los Portales data del periodo virreinal (siglo XVII). Se estableció próxima a un camino de terracería, en un terreno boscoso a las afueras de la entonces recién caída México-Tenochtitlan, durante la época posterior a la Independencia de México se dice que la entonces Princesa Carlota de México pidió detenerse en la zona en uno de sus famosos paseos, para descansar en uno de los muchos árboles del bosque de la ahora colonia Portales previo a su exilio, ejemplo de esta historia es el ahuehuete ubicado en la calle Canarias, el cual data de la época colonial.

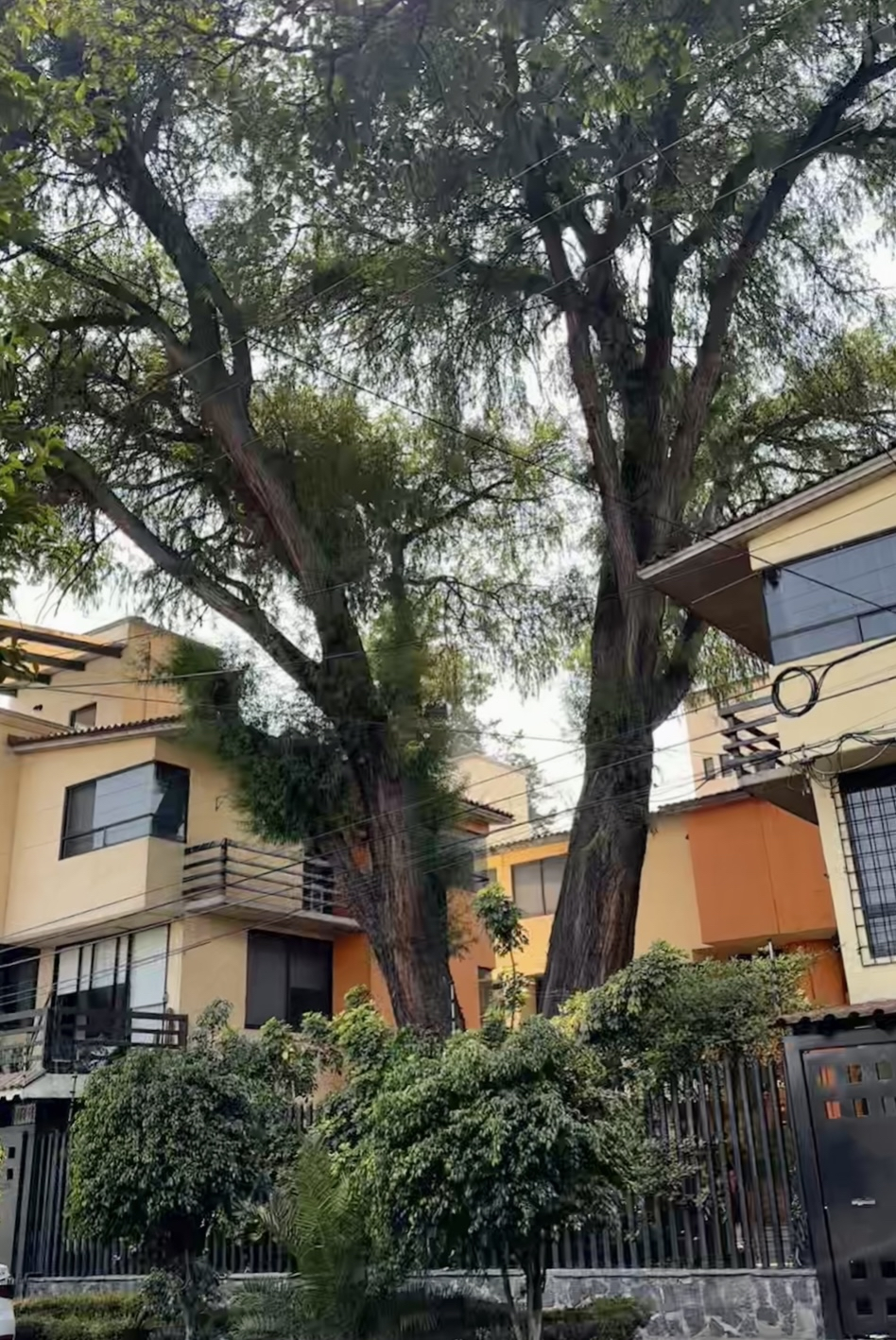
Ahuehuete colonial de la calle de Canarias en Portales Sur

La gran hacienda destacó en tamaño y producción para el año de 1888:

[...] constaba de 278 hectáreas equivalentes a 6 caballerizas, 3 fanegas y 35 centésimas de fanega; las siembras que existían en ella, ganado y ganado de poda, carros, mulas, utensilios y enseres, aves de corral, asoleadores, acueductos, fábrica de material —adobe y ladrillo—, entradas y salidas, usos, costumbres y servidumbres [...]

### Periodo Post-Independencia
La hacienda pasó por varios dueños a lo largo de su historia, de entre los cuales destacó el conocido general y literato Francisco Manuel Sánchez de Tagle, reputado intelectual mexicano y descendiente de los marqueses de Altamira, redactor del Acta de Independencia de México. 

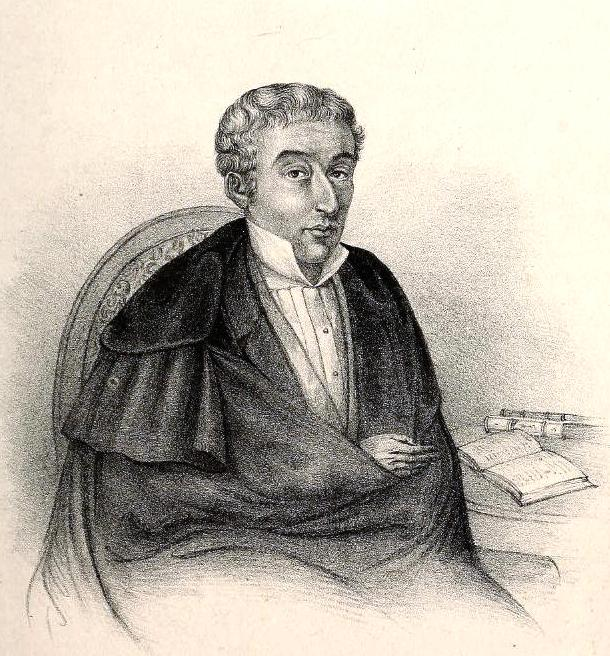
Sánchez de Tagle, redactor del Acta de Independencia de México, el propietario más conocido de la Hacienda de los Portales

Sánchez de Tagle convirtió el casco en su casa principal. La hacienda estuvo en sus manos hasta su muerte, hacia 1872. Se sabe que en 1888 la hacienda era de las más productivas de la zona y una de las principales haciendas agrícolas que abastecían a la vecina Ciudad de México. A pesar del cambio de dueño conservó su condición de hacienda rural y ganadera, mientras se comenzaban a ver en los poblados vecinos la construcción de algunas villas, quintas o casas de campo que levantaron algunos residentes de la ciudad en la zona.
A la hacienda acudían personajes importantes cercanos a Francisco Manuel Sánchez de Tagle, como Vicente Guerrero quien se decía que acudía a disfrutar la naturaleza y el silencio de los campos de la hacienda. Años posteriores a la muerte de Tagle la hacienda fue adquirida por una compañía estadounidense.  

### Periodo revolucionario y fundación de la colonia
En la época revolucionaria se menciona que el 27 de febrero de 1915 Emiliano Zapata irrumpió con su ejército en la hacienda, y en poblados cercanos generando un gran caos. Posterior a esta época, la compañía se encargó de la partición de los terrenos que posteriormente se convertirían en las primeras casonas, terrenos, y vecindades de La Portales, tal como se muestra en el mapa histórico del archivo de la Ciudad de México.

### Periodo contemporáneo (1930 - Presente)
Si bien a comienzos del siglo XX el carácter rural de la hacienda se mantuvo sin perturbación alguna, fue en la década de 1930, cuando sus terrenos comenzaron a poblarse y empezó a surgir así la actual colonia Portales. Con la urbanización de la zona sur de la Ciudad de México se instalaron una gran cantidad de servicios en la colonia, como escuelas, clínicas, parques, clubes, gimnasios, supermercados, hoteles, y un mercado, proceso común en la Ciudad de México central a mediados del siglo XX.
En la colonia se encuentra la escuela Carlos A. Carrillo fundada en 1934 por la Secretaría de Educación Pública, y cuyo proyecto fue a cargo del muralista Juan O'Gorman, en la cual plasmó 5 de sus famosos murales. El centro de la colonia se ubica donde se encontraba el antiguo casco de la Hacienda, entre las calles de Rumania, Avenida Repúblicas, Calle Bélgica, y Eje 7A Sur Emiliano Zapata, en la zona de Portales Sur, actualmente se encuentra la escuela primaria "Lic. Eduardo Novoa" construida formalmente en 1947 y como escuela desde principios del siglo XX a cargo de la Secretaría de Educación Pública.

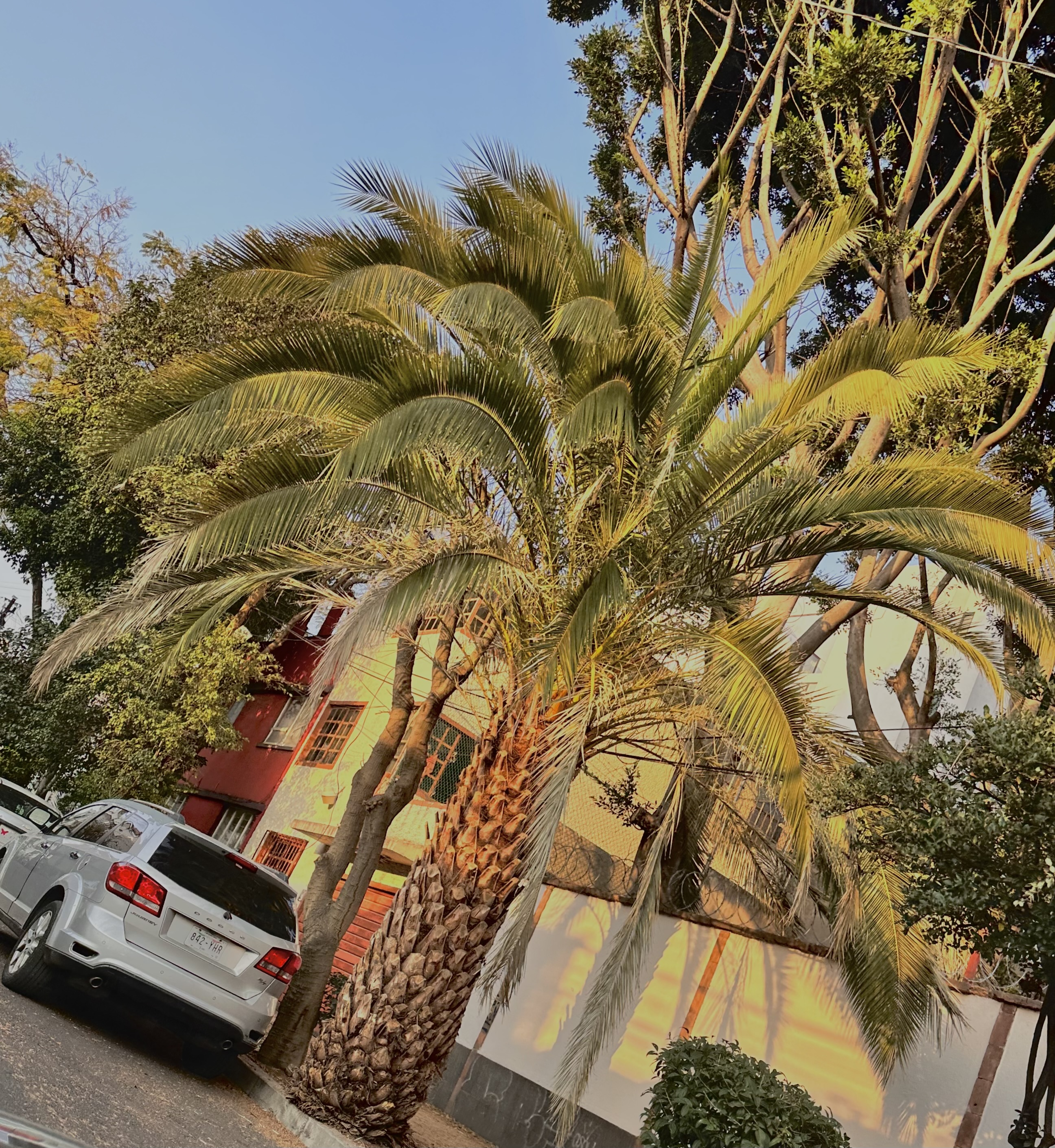
Calle Alhambra (Portales), en alusión a Alhambra, España

En 1960 se intubó el río que corría a las orillas de la colonia y limita con Coyoacán, el Río Churubusco, para dar paso a la creación de una vía rápida conocida como Circuito Interior.
El 1° de agosto del año 1970 el tranvía que llegó a recorrer por décadas por la Calzada de Tlalpan se sustituyó con la Línea 2 del Metro de la Ciudad de México, dándole a la colonia conectividad con el Centro Histórico de la Ciudad de México, Terminal Central de Autobuses del Sur, el Estadio Azteca y Xochimilco.
El 30 de octubre de 2012 fue inaugurada la Línea 12 del Metro de la Ciudad de México, transitando por la colonia 2 estaciones de la misma, y brindando conexión directa con Mixcoac y Tláhuac.

## Demografía
Cuenta con una población aproximada de 41,770 personas distribuidas en las tres colonias, con una edad promedio de 36 años de edad  la colonia es relativamente habitada por una población joven en edad económicamente activa, de clase media a media alta (C a C+).

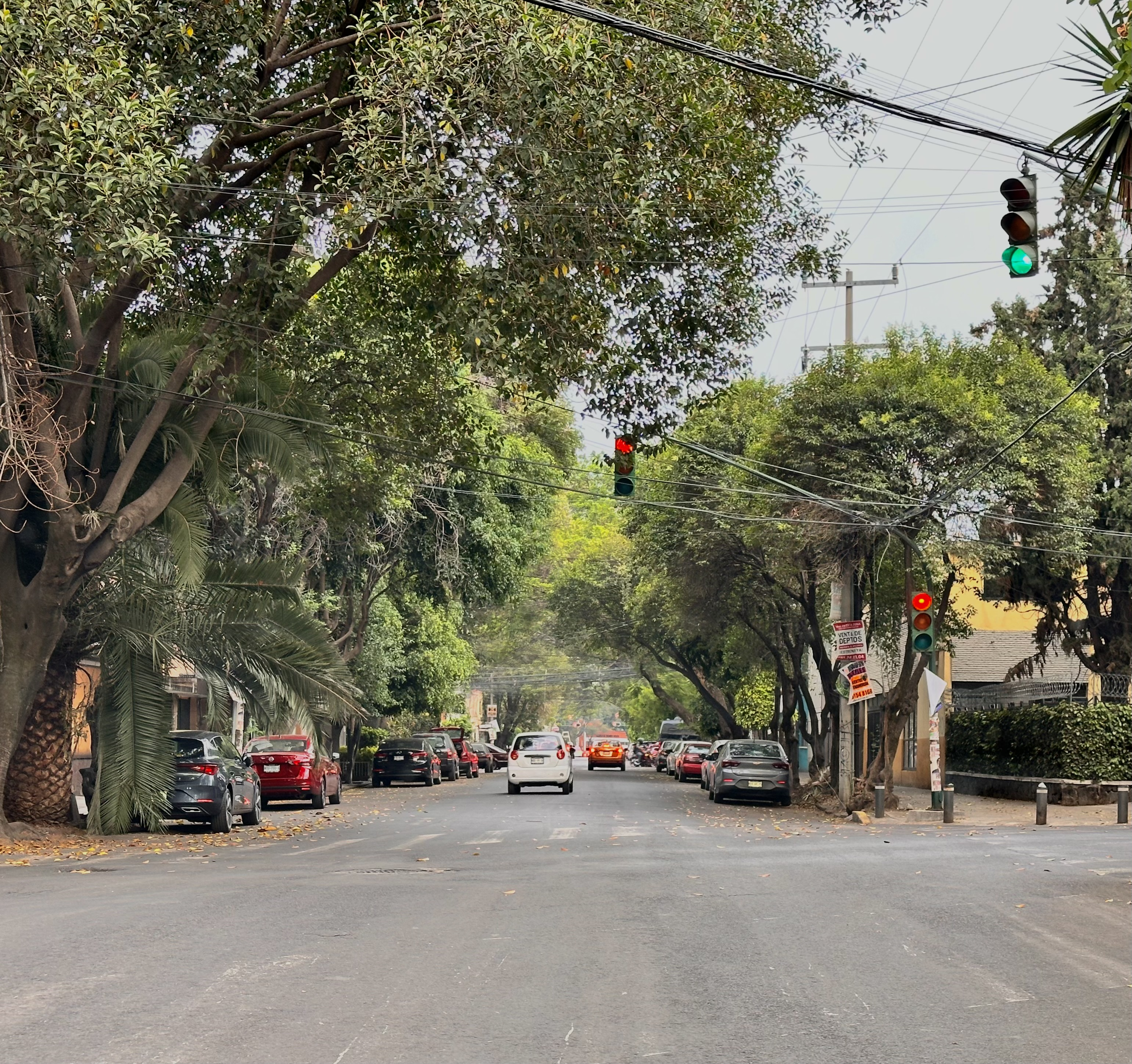
Calle Bulgaria, diagonal de la colonia Portales

- Portales Sur: 16,100 en 5,730 hogares.

- Portales Norte: 21,000 personas en 7,340 hogares.

- Portales Oriente: 4,670 personas en 1,620 hogares.

## Vialidades y conectividad
Por la colonia cruzan vialidades importantes como: Av. División del Norte, calzada de Tlalpan, Circuito Interior Río Churubusco, eje Central Lázaro Cárdenas, eje 8 Sur Popocatépetl, eje 7 Sur Municipio Libre, eje 7A Sur Emiliano Zapata, y Dr. José Ma. Vértiz.

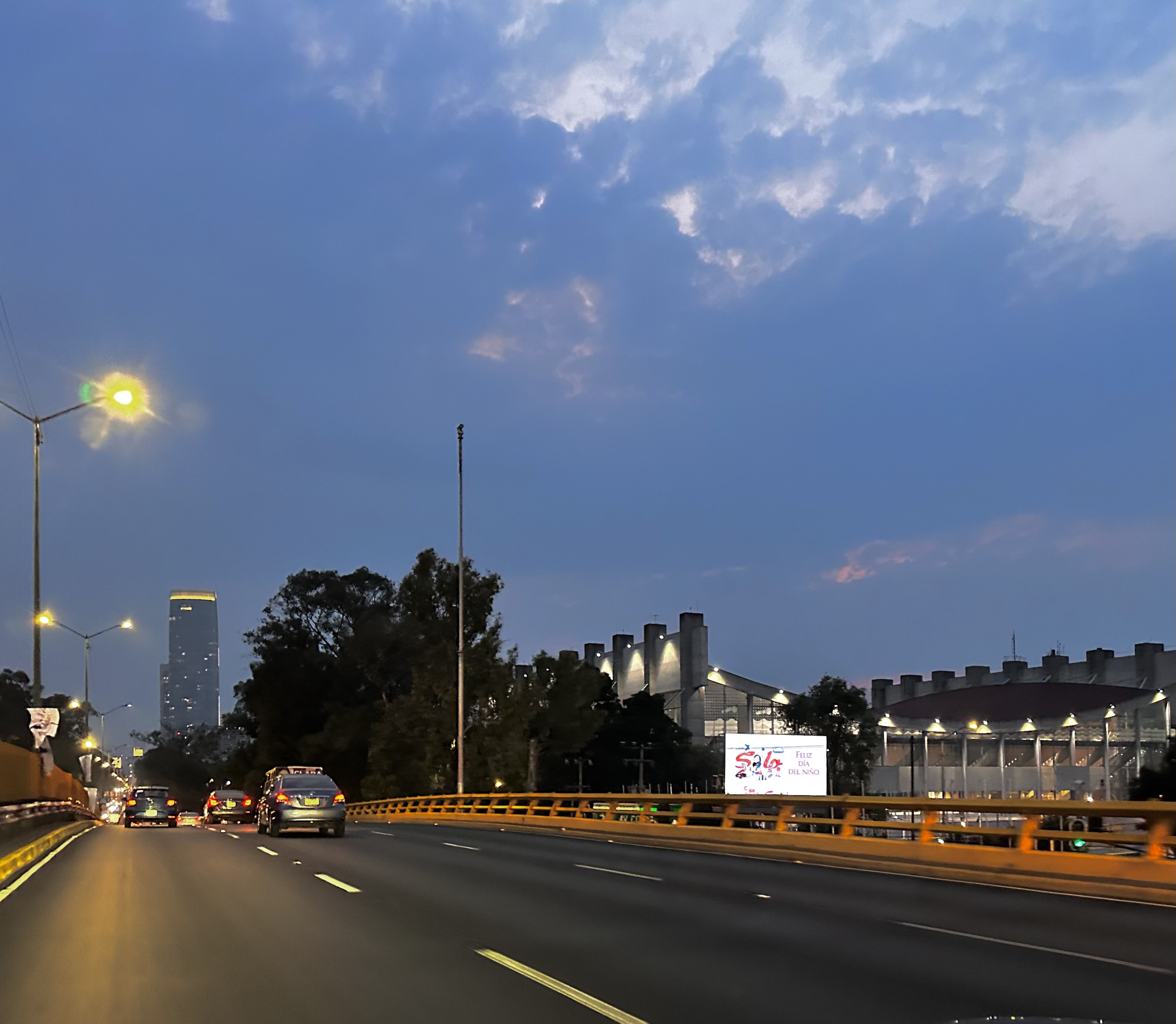
Vista a Torre Mítikah y Alberca Olímpica desde Portales Sur sobre Circuito Interior Rio Churubusco

A pesar de esto la afluencia vial es fluida y es raro que haya tránsito pesado en la colonia por la buena distribución, sentido de las calles internas y rápida incorporación a las vías de acceso controlado (vías rápidas) por lo que en automóvil en alrededor de 5 a 10 minutos se puede llegar a los centros comerciales como Complejo Mitikah, Plaza Universidad, y Patio Universidad, y en 10 a 15 minutos a laAvenida de los Insurgentes y Manacar.

### Nomenclatura vial
La denominación de las calles de la colonia Portales es variada y hacen alusión a algunos de los países de Europa y Asia así como a algunas capitales y ciudades principales de ambos, citando como ejemplo a las calles de Canarias, Rumania, Bulgaria, Bélgica, Odesa, o las calles de Filipinas y Tokio, respectivamente.
Otras calles hacen referencia a algunos lugares originarios de México, como Ajusco,  Nevado, Necaxa, y Vista Hermosa.

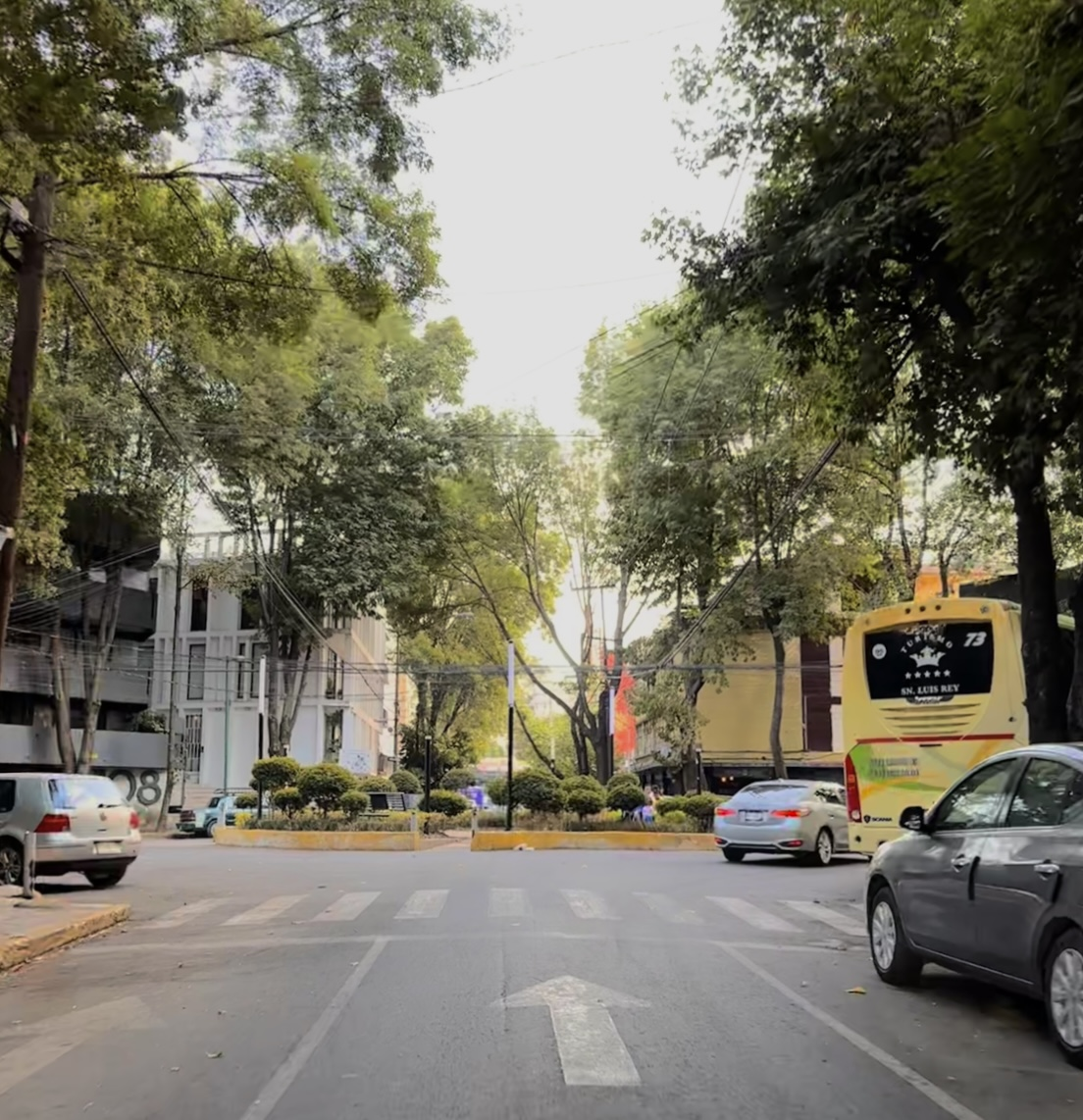
Glorieta de Canarias y Nevado en Portales Sur

## Puntos de interés

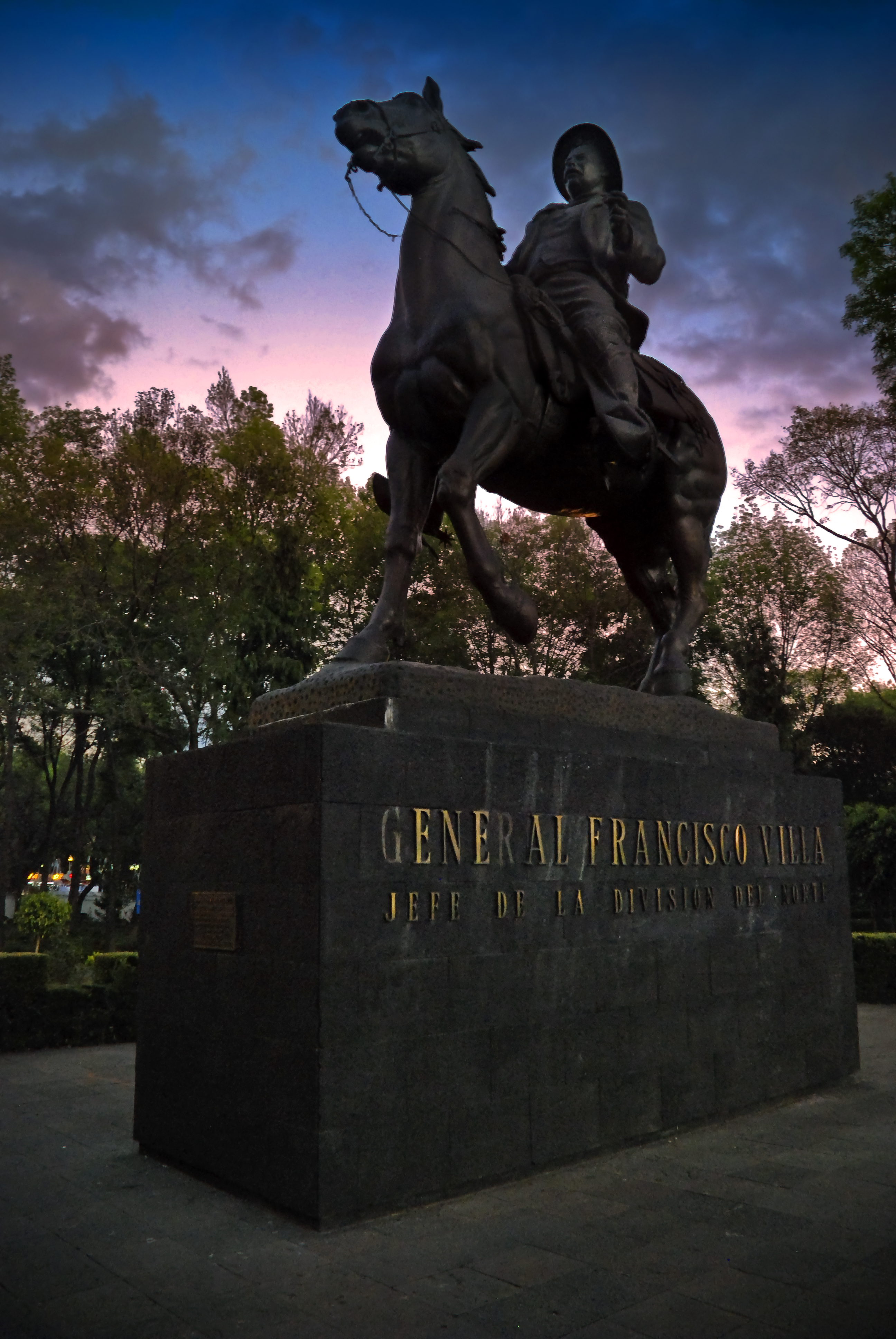
Estatua ecuestre de Francisco Villa, en el parque con su nombre

El emblemático Parque de los Venados se encuentra en esta colonia, su construcción data de 1952, fue encargada al ingeniero Juan Manuel Magallanes, e inaugurado en 1957 por el entonces regente Ernesto P. Uruchurtu como un parque familiar de 95,000m2, con una variedad de 39 especies arbóreas con un número total de aproximadamente 2682 árboles , además de contar con un planetario único en su tipo el Planetario "Joaquín Gallo".  
El parque promueve la convivencia familiar a través del arte, la diversión, la creatividad, la cultura y las actividades que ahí se imparten que cada semana, además se incrementan las opciones pues se puede encontrar desde el clásico metro infantil, pintar sobre madera, las bicicletas familiares, un paseo en caballo o en un juego de la feria.
Otros sitios de interés son: 

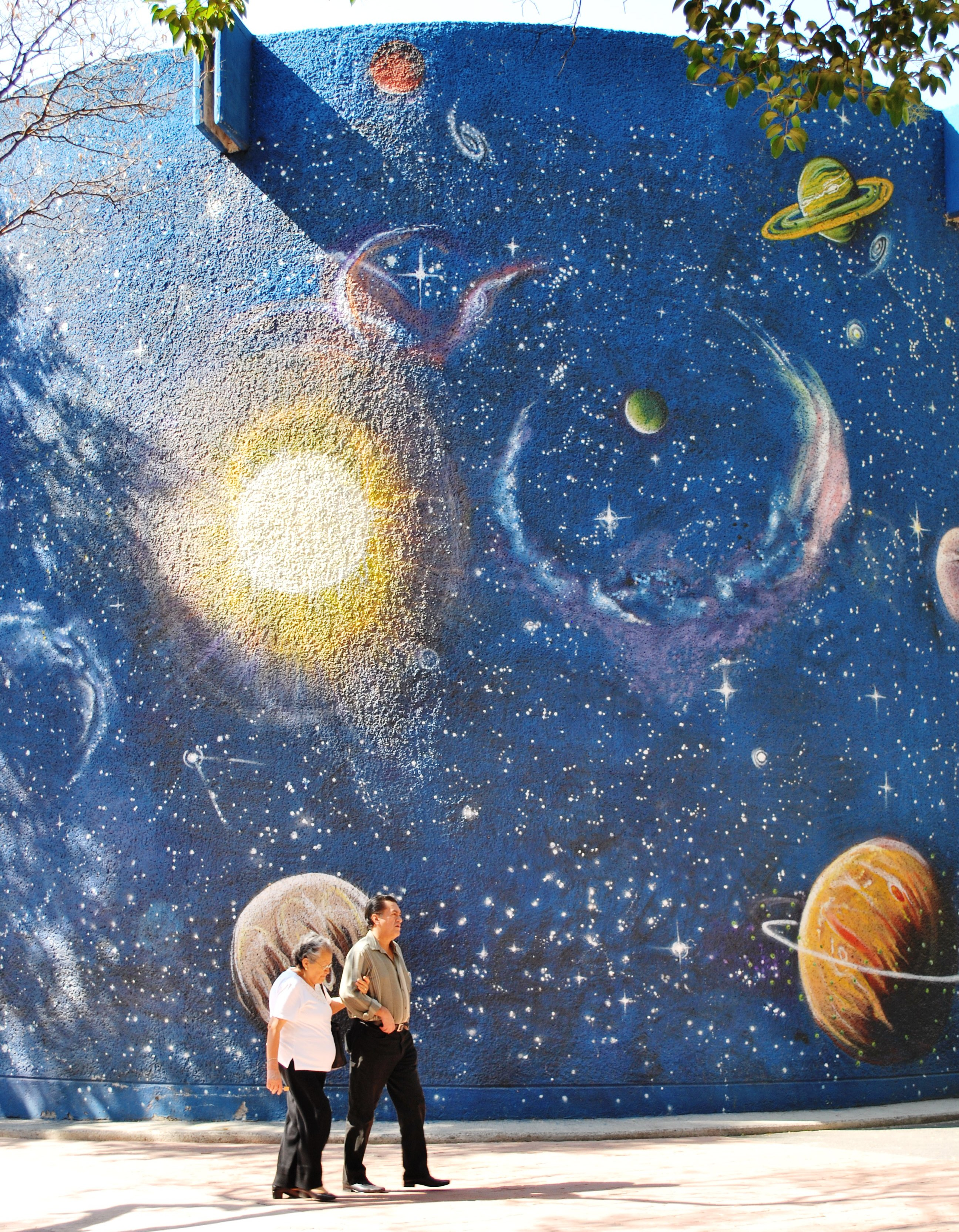
Planetario "Joaquín Gallo" en Miguel Laurent y Av. División del Norte

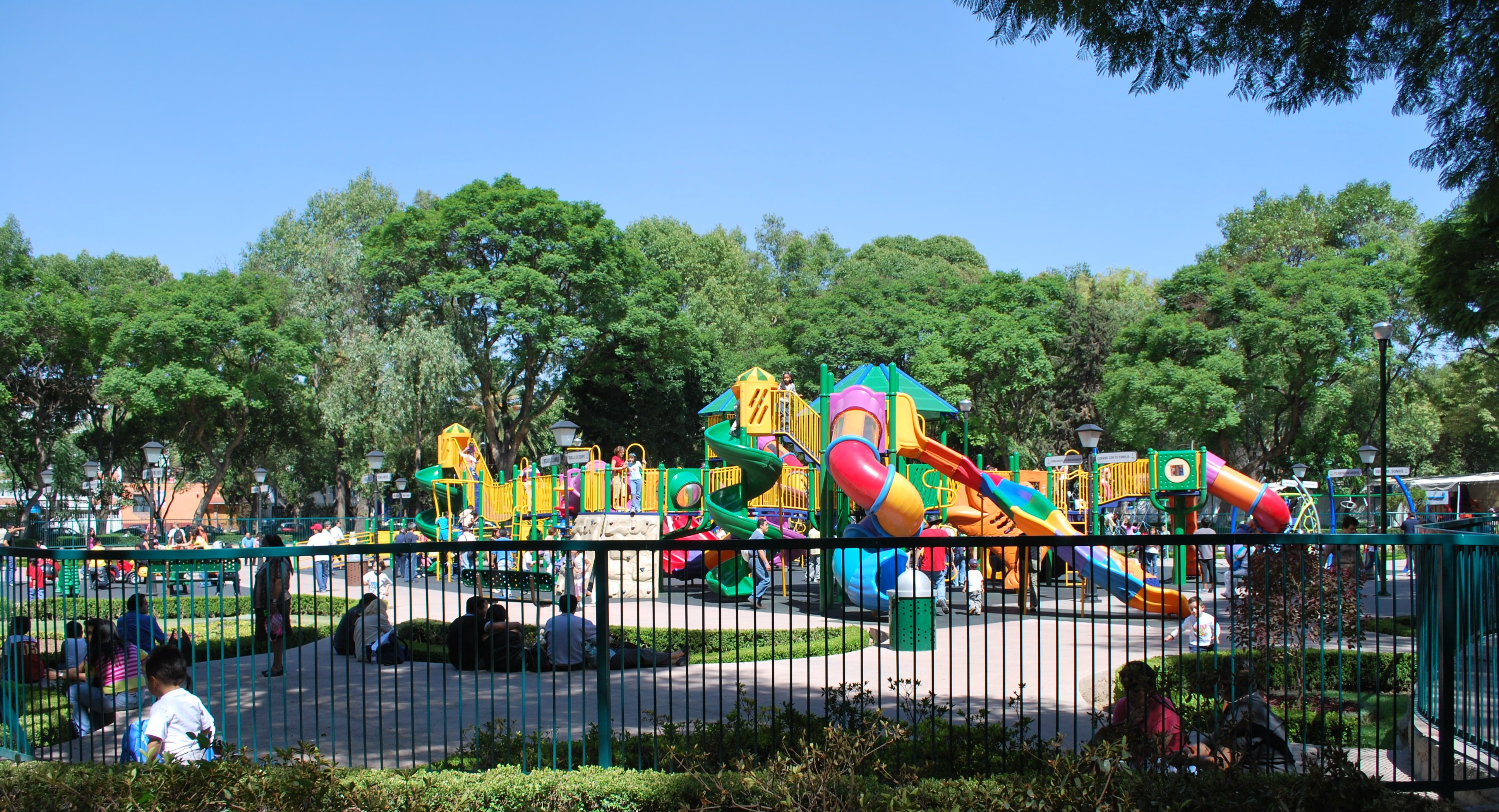
Zona de juegos del Parque "Francisco Villa" (Parque de los Venados)

- En la colonia se encuentra uno de los salones de baile más populares de la capital mexicana, el California Dancing Club.

- Sobre la Calzada de Tlalpan número 1401, se encuentra la Parroquia Cristo Rey, construida entre 1942 y 1952, por Antonio Muñoz García y Manuel Rebolledo, inspirándose en las obras de Auguste Perret y Gustave Perret, se trata de una de las pocas iglesias con arquitectura Art déco en la ciudad

- A un costado del Parque de los Venados, se encuentra el Hospital General 1A del Instituto Mexicano del Seguro Social.

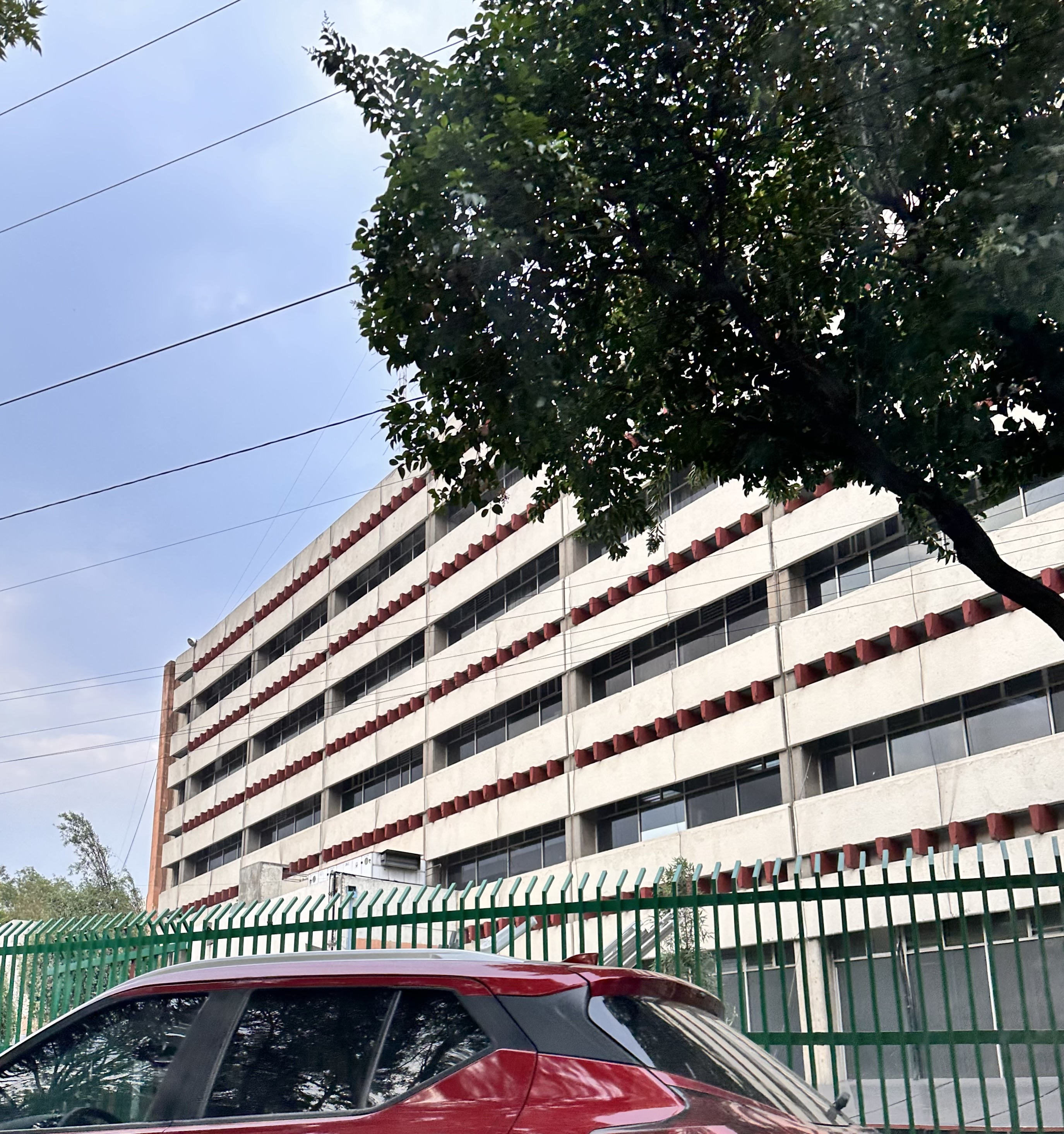
Hospital General 1A del IMSS "Parque de los Venados" en Portales Norte

- Frente al Parque de los Venados se localiza la sede de la alcaldía Benito Juárez (Ciudad de México).

Carlos Monsiváis vivió en los límites de la colonia Portales asiduo amante y visitante de la colonia Portales, de su famoso mercado de antigüedades en la calle de Rumania entre las calles Libertad y Santa Cruz.

## Comercios y servicios
Es muy común encontrar negocios familiares en la colonia que han prevalecido por décadas, y no es extraño encontrar cafeterías, panaderías, tortillerías, talleres, centros de yoga, estéticas, veterinarias, taquerías, entre otros comercios varios por toda la colonia, principalmente en la zona cercana al centro de la colonia.
Con 770 establecimientos registrados en Portales Sur , 100 en Portales Norte , y 10 en Portales Oriente , la colonia cuenta con una enorme gama de opciones para el comercio:
- De entre los comercios de la colonia se destaca el mercado número 30, más conocido como el Mercado de Portales en el límite de la colonia San Simón Ticumac y Portales. Cuenta con 587 locales en su interior y forma parte de los mercados más famosos de la Ciudad de México. Debido a la alta demanda, y la falta de estacionamientos, es común que el tránsito se atrofie en las calles aledañas durante los fines de semana. Es popular la temporada de Halloween y Día de Muertos por ser uno de los mercados más populares para la compra de disfraces y flores, además es popular la época navideña, en la cual se organiza una romería que comienza desde el 20 de noviembre y termina el 6 de enero, los locatarios salen a vender a los alrededores del mercado para atraer a los clientes.[4]

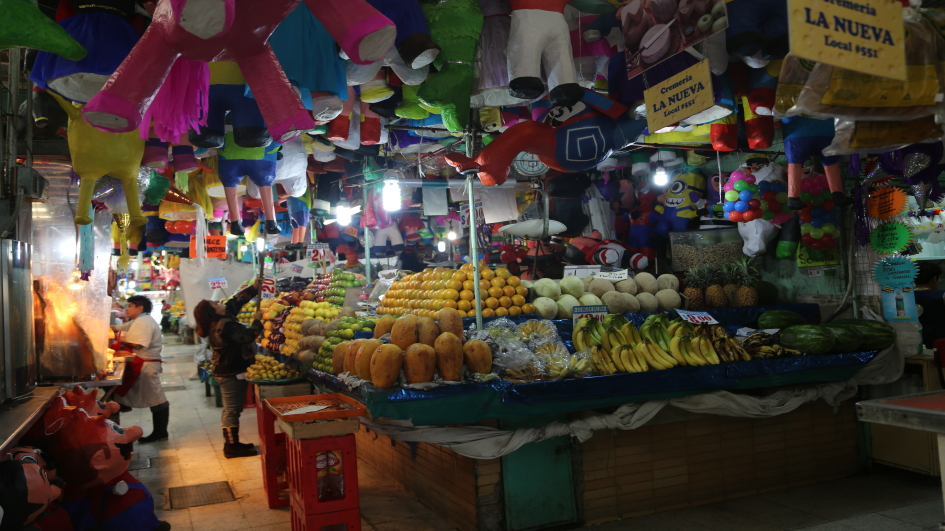
Mercado de Portales

- En el centro de la colonia en la calle Rumania y Repúblicas se instala todos los sábados del año el famoso Tianguis de la colonia, a pesar de ser el más conocido, no es el único, también se encuentra: el tianguis de antigüedades de la calle de Rumania y Santa Cruz, el tianguis de los jueves en Canarias y Nevado, el tianguis de los viernes en Sevilla y Presidentes, así como el tianguis de los lunes en Nevado y Alhambra, entre otros.

- Sobre Eje 8 Sur Popocatépetl en la esquina con Eje Central Lázaro Cárdenas, se encuentra una de las pulquerías más antiguas que todavía existe en la ciudad, La Paloma Azul cuya fundación data del año 1942 Primera tienda de Bodegas Alianza en México, esquina de Ajusco y Pirineos en Portales Sur

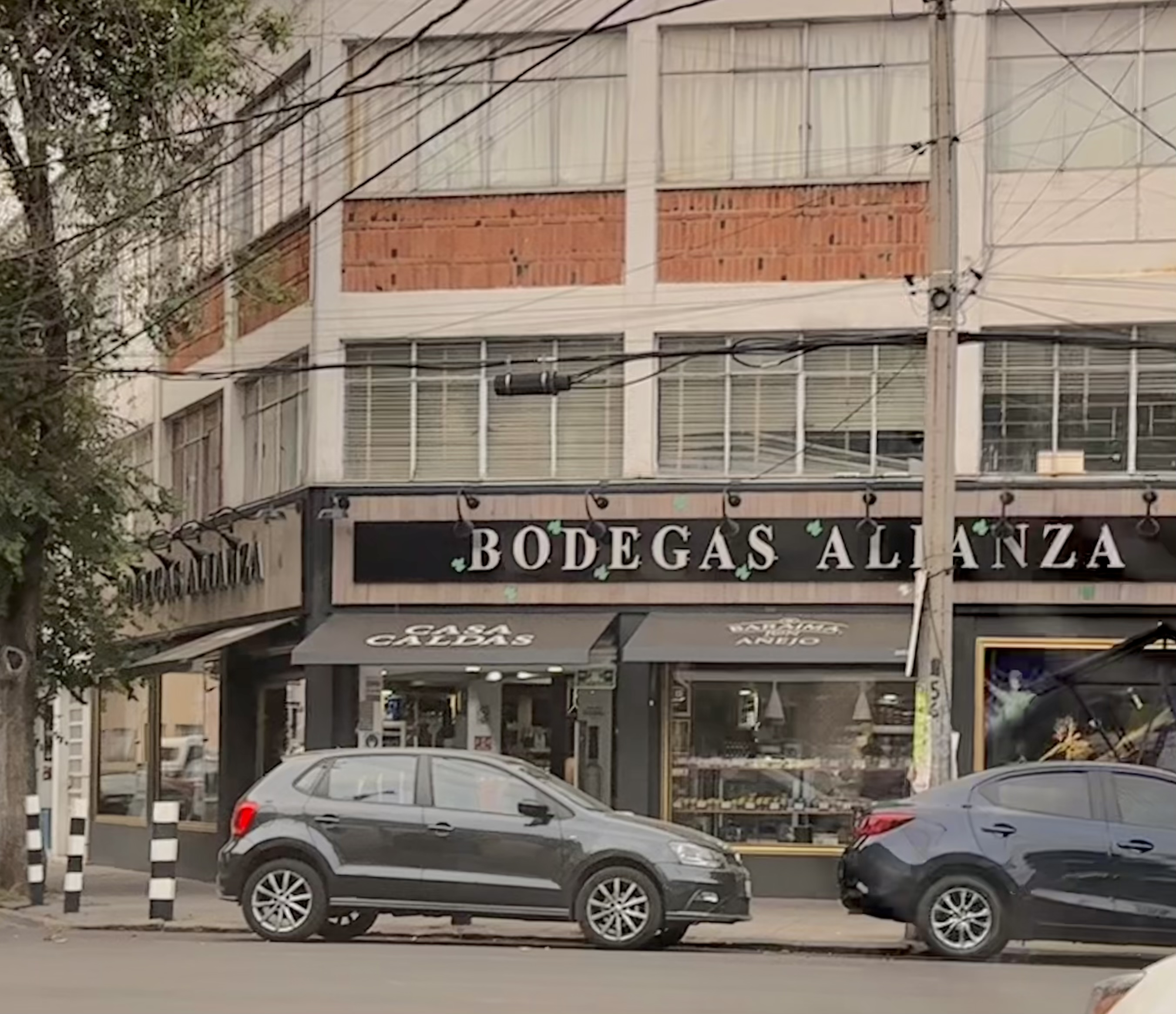
Primera tienda de Bodegas Alianza en México, esquina de Ajusco y Pirineos en Portales Sur

- La sede de la cadena de pastelerías Aranzazu se encuentra en Portales Sur, en la calle de Nevado 113.
- En la esquina de Av. Pirineos y Calle Ajusco se encuentra la primera tienda de Bodegas Alianza del país, conocida como Casa Caldas.
- En el número 145 de Eje 8 Sur Av. Popocatépetl se encuentra la fábrica de calzado El Oso.

- La fama de la Calzada de Tlalpan de tener muchos hoteles y moteles sobre su extensión, se debe al Hotel El Silencio, el cual fue el primero de su estilo sobre la vialidad.

## Gentrificación e irregularidad inmobiliaria

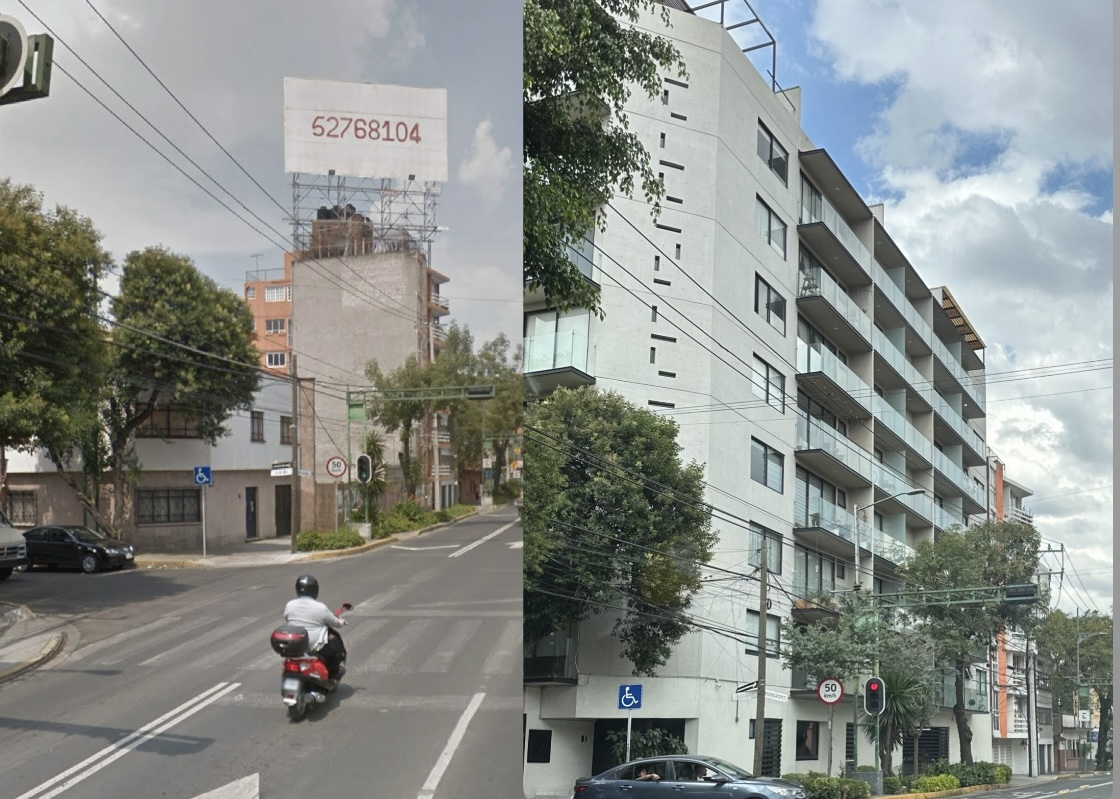
Av. Popocatépetl (Portales Sur): Casa tradicional (2017) vs. Edificio residencial de lujo (2024)

Actualmente dada la alta demanda de vivienda en la colonia, ha proliferado la construcción de edificios de departamentos que han aprovechado las dimensiones de los terrenos de las que fueran grandes casonas y vecindades, algunas de las cuales, encontrándose en estado de abandono, fueron expropiadas por la alcaldía para su uso en la actividad inmobiliaria.

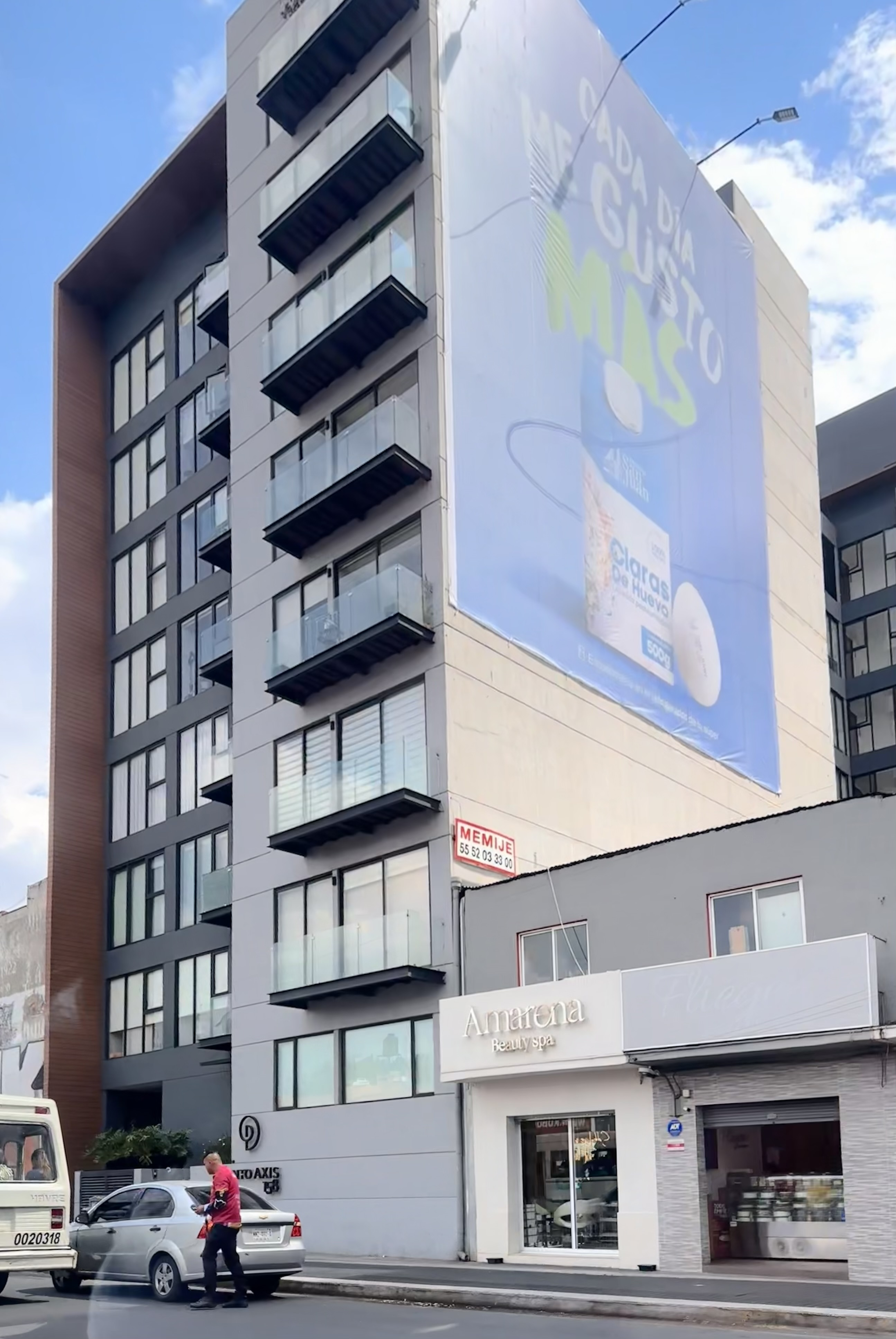
En los últimos 5 años el desarrollo inmobiliario de la colonia ha crecido exponencialmente.

La gentrificación es un fenómeno que ha permeado en la Colonia Portales de forma acelerada, siendo Portales Sur la colonia más afectada de las tres al formar parte de las zonas de más alta susceptibilidad a la gentrificación de la ciudad, por ser una colonia de clase media, con variedad de escuelas y la más comercial de las tres, en consecuencia, sus precios aún pueden son atractivos para inmobiliarias y extranjeros con la intención de explotar su valor o vivir de manera cómoda por sus comercios locales, así como la ubicación privilegiada, próxima al centro de Coyoacán, el Museo Frida Kahlo, el Museo Casa de León Trotsky, el Centro Nacional de las Artes (México), el Parque de los Venados, el Museo Nacional de las Intervenciones, la Alberca Olímpica Francisco Márquez, los recintos culturales como teatros, los recintos deportivos, y la conectividad con casi cualquier parte de la ciudad, mediante el Circuito Interior y la Calzada de Tlalpan.

### Irregularidad de construcciones
El 19 de septiembre de 2017, un terremoto con magnitud de 7.1 grados afectó varios puntos de la Ciudad de México, entre estos causó el colapso de varios niveles del recién edificado inmueble de Eje 7A Sur Emiliano Zapata número 56, el dictamen del director responsable de obra  fue que la construcción se encontraba en condiciones óptimas para su habitación, lamentablemente no era así y su colapso cobró dos víctimas humanas. 
La actividad inmobiliaria irregular está presente en la violación a la normativa de construcción y zonificación aplicable a la colonia Portales de acuerdo al: Decreto del 6 de mayo de 2005 QUE CONTIENE EL PROGRAMA DELEGACIONAL DE DESARROLLO URBANO PARA LA DELEGACIÓN DEL DISTRITO FEDERAL EN BENITO JUÁREZ   el cual indica en su página 64, el límite de H3 sobre calles internas de la colonia Portales, lo que significa que se puede construir un máximo total de 3 niveles sin contar Planta Baja, edificios en la colonia son ejemplo de la violación que pone en riesgo a sus residentes:

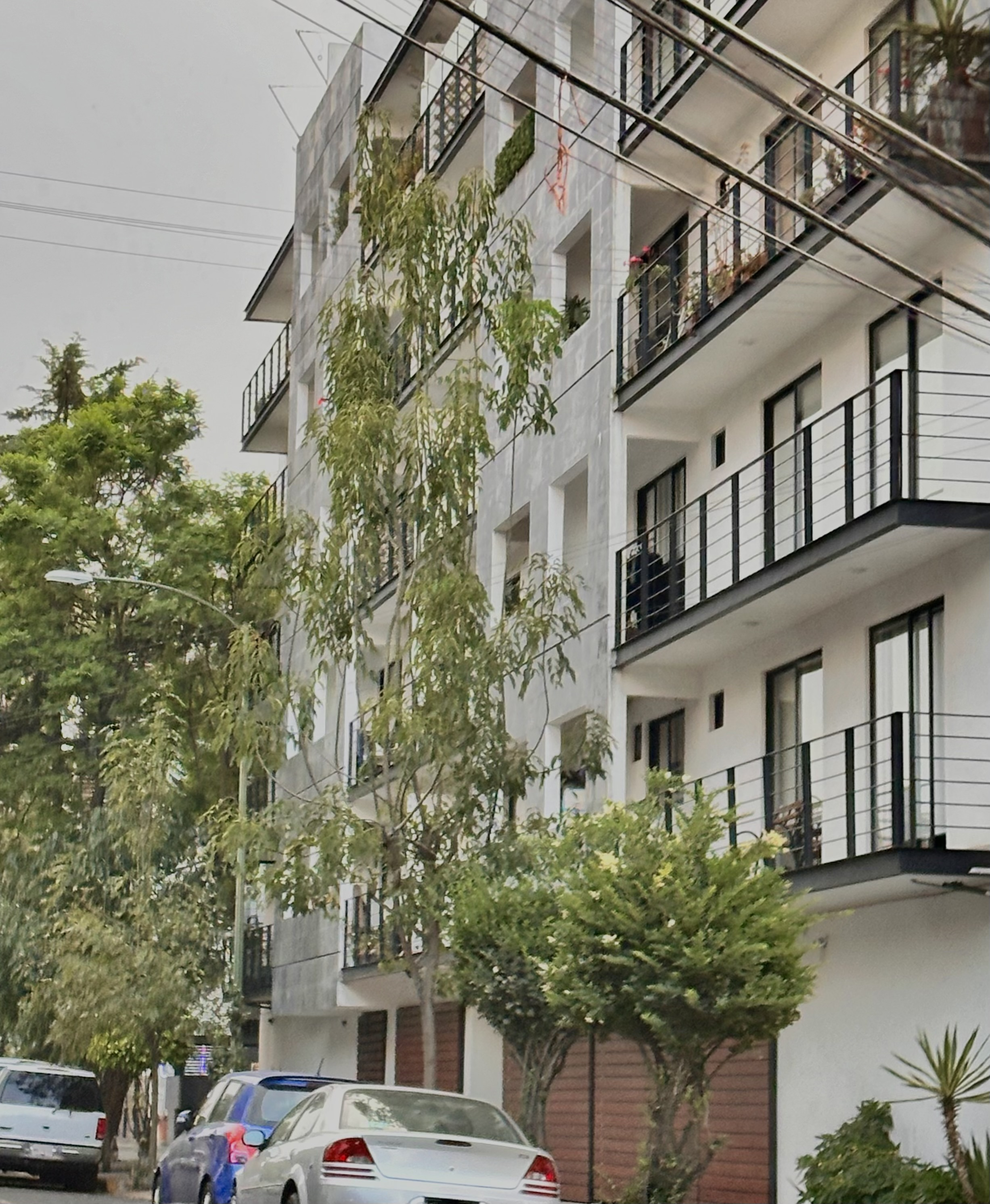
Ejemplo de desarrollo irregular en altura en Calle Bulgaria y Av. Pirineos, el límite de calles internas siempre será de 3 pisos en la colonia Portales.

- Odesa 804, Portales Sur, 03300, Benito Juárez, CDMX: Construcción irregular de 6 niveles más Planta Baja.
- Odesa 714, Portales Sur, 03300, Benito Juárez, CDMX: Construcción irregular de 5 niveles más Planta Baja.
- Odesa 826, Portales Sur, 03300, Benito Juárez, CDMX: Construcción irregular de 4 niveles más Planta Baja.

- Bulgaria 35, Portales Sur, 03300, Benito Juárez, CDMX: Construcción irregular de 5 niveles más Planta Baja.
- Bulgaria 91, Portales Norte, 03303, Benito Juárez, CDMX: Construcción irregular de 4 niveles más Planta Baja.
- Bulgaria 100, Portales Norte, 03303, Benito Juárez, CDMX: Construcción irregular de 4 niveles más Planta Baja.

- Filipinas 815, Portales Sur, 03300, Benito Juárez, CDMX: Construcción irregular de 4 niveles más Planta Baja.
- Filipinas 921, Portales Sur, 03300, Benito Juárez, CDMX: Construcción irregular de 4 niveles más Planta Baja.
- Pirineos 93, Portales Sur, 03300, Benito Juárez, CDMX: Construcción irregular de 5 niveles más Planta Baja.
- Ajusco 92, esq. Ajusco, Portales Sur, 03300, Benito Juárez, CDMX: Construcción irregular de 4 niveles más Planta Baja.
- Presidentes, esq. Rumania, Portales Norte, 03303, Benito Juárez, CDMX: Construcción irregular de 5 niveles más Planta Baja.
- Canarias 424, Portales Norte, 03300, Benito Juárez, CDMX: Construcción de 4 niveles más Planta Baja
- Canarias 422, Portales Norte, 03300, Benito Juárez, CDMX: Construcción de 4 niveles más Planta Baja
- Sevilla 909, Portales Sur, 03300, Benito Juárez, CDMX: Construcción irregular de 4 niveles más Planta Baja.
- Bélgica 914, Portales Sur, 03300, Benito Juárez, CDMX: Construcción irregular de 5 niveles más Planta Baja.
- Bélgica, esq. Repúblicas, Portales Sur, 03300; Benito Juárez, CDMX: Construcción irregular de 4 niveles más Planta Baja
- Bélgica 913, Portales Sur, 03300, Benito Juárez, CDMX: Construcción irregular de 5 niveles más Planta Baja.
- Monrovia 604, Portales Norte, 03300, Benito Juárez, CDMX: Construcción de 4 niveles más Planta Baja
- Monrovia 403, Portales Norte, 03300, Benito Juárez, CDMX: Construcción de 5 niveles más Planta Baja
- Monrovia 406, Portales Norte, 03300, Benito Juárez, CDMX: Construcción de 6 niveles más Planta Baja
- Emperadores 114, Portales Norte, 03300, Benito Juárez, CDMX: Construcción de 5 niveles más Planta Baja
- Emperadores 116, Portales Norte, 03300, Benito Juárez, CDMX: Construcción de 5 niveles más Planta Baja
- Emperadores 118, Portales Norte, 03300, Benito Juárez, CDMX: Construcción de 4 niveles más Planta Baja

La alcaldía Benito Juárez no ha tomado medidas al respecto sobre el excedente de niveles.

## Residentes ilustres
- Carlos Monsiváis (1938-2010). Escritor, coleccionista, periodista, y cronista de la Ciudad de México vivió en la calle de San Simón, número 62.[5]Carlos Monsiváis asiduo de la colonia Portales, vivía en los límites de San Simón Ticumac y Portales

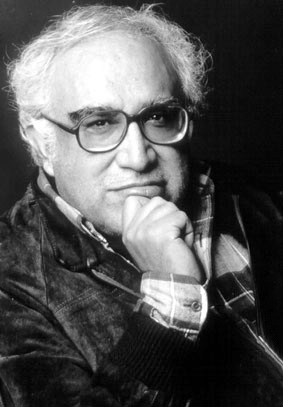
Carlos Monsiváis asiduo de la colonia Portales, vivía en los límites de San Simón Ticumac y Portales

- Guillermo Allier (1935). Badmintonista internacional mexicano. Tres veces seleccionado nacional para competir en la Copa del Mundo de bádminton, y cuatro veces campeón nacional de México. Vivió en la colonia Portales.
- Óscar Chávez
- Fernando Bustos